# Kingittorsuaq

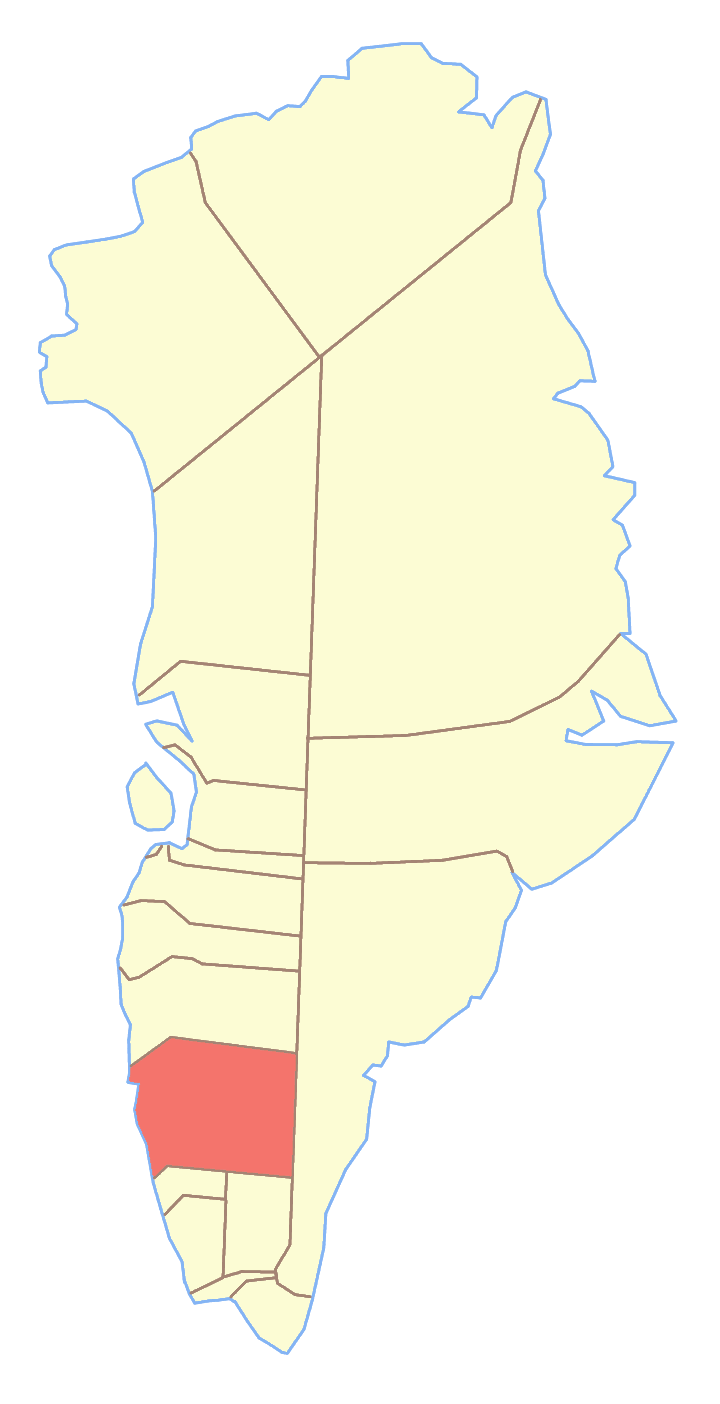
Ex comune di Nuuk, dove si trovava il Kingittorsuaq

Il Kingittorsuaq (danese: Hjortetakken) è una montagna della Groenlandia di 1184 m. Si trova a 64°07'N 51°35'O; appartiene al comune di Sermersooq.